# Christine Day
Christine Day, jamajška atletinja, * 23. avgust 1986, Saint Mary, Jamajka.
Nastopila je na olimpijskih igrah v letih 2012 in 2016 ter osvojila srebrno in bronasto medaljo v štafeti 4×400 m, v teku na 400 m pa deseto in petnajsto mesto. Na svetovnih prvenstvih je v štafeti 4x400 m osvojila naslov prvakinje leta 2015, na igrah Skupnosti narodov pa zlato medaljo v štafeti 4x400 m in bron v teku na 400 m leta 2014.